# Аксёнов, Митрофан Семёнович
Митрофан Семёнович Аксёнов (1848 — не ранее 1918) — русский философ

, создатель «трансцендентально-кинетической теории времени», предвосхитившей идеи А. Эйнштейна и Г. Минковского о времени как четвёртом измерении; переводчик, юрист. 
По теории Аксёнова, мир протяжён в четырёх измерениях, а время есть движение нашего «я» в четвёртом измерении. Видимые трёхмерные вещи суть только срезы, или проекции, подлинных четырёхмерных вещей. В подлинном мире нет ни движения, ни изменения, есть лишь трансцендентальное движение нашего «я»; нет также причинности и свободной воли, а все события будущего предопределены строением четырёхмерного пространства. Наше «я» неуничтожимо и бессмертно, оно не зависит от времени, так как само чертит линию времени своим движением.

## Биография
Родился 6 (18) августа 1848 года. В 1866 году окончил 1-ю Харьковскую гимназию и поступил в Харьковский университет, полного курса которого не окончил. После сдачи экзамена на звание учителя 20 апреля 1873 года был определён преподавателем математики в Путивль Курской губернии, откуда уже спустя два месяца перевёлся в Нижне-Чирскую мужскую прогимназию. С 25 сентября 1880 года в течение месяца был в 3-й Харьковской гимназии преподавателем математики, затем — там же, в течение года — помощником классных наставников. Выдержав соответствующий экзамен в октябре 1881 года, он стал преподавать в 1-й Харьковской гимназии французский язык. Наконец, в апреле-мае 1900 года он прошёл испытания в юридической комиссии Харьковского университета и, получив диплом о высшем образовании, с 29 января 1901 года поступил на службу участковым мировым судьёй Сквирского округа.
В сборнике воспоминаний о председателе Московского психологического общества Н. Я. Гроте сообщается, что Аксёнов — философ-любитель, работал преподавателем, затем судьёй. С Гротом его связывала многолетняя дружба, он был его горячим почитателем и выступил с речью на его похоронах. Известно также, что Аксёнов занимался переводческой деятельностью: в 1883 году он перевёл на русский язык учебник геометрии датского математика Ю. Петерсена, а в период 1895—1908 годов — пять книг немецкого философа-оккультиста Карла Дюпреля. В 1896 году в Харькове вышла в свет книга Аксёнова «Трансцендентально-кинетическая теория времени», содержавшая первое изложение его взглядов. Книга осталась незамеченной критиками. В 1909 году Аксёнов прочитал в Житомире публичную лекцию на тему «Жизнь и смерть по Дюпрелю», которая была издана в виде брошюры. В 1912 году, после выхода работ Эйнштейна и Минковского, Аксёнов опубликовал в московской типографии Кушнерёва книгу «Опыт метагеометрической философии», а в 1913 г. в том же издательстве — книгу «Нет времени. Популярное изложение основных начал метагеометрической философии». На этот раз его идеи были замечены: в приложении к научно-популярному журналу «Нива» за август 1912 года указывалось, что Аксёнов предвосхитил идеи Минковского о четвёртом измерении. Последняя книга Аксёнова «Нет смерти. Новое учение о времени» вышла во время Гражданской войны, в 1918 году в Изяславле. В дальнейшем следы философа теряются.

## Учение
О том, что время есть четвёртое измерение, люди догадывались давно. Уже изобретённая Декартом в XVII веке система координат позволяла изображать временны́е процессы в виде геометрических линий. В XVIII веке французский математик Ж. Л. Лагранж писал, что механика есть, в сущности, четырёхмерная геометрия, в которой роль четвёртой координаты играет время. Открытие в XIX веке Н. И. Лобачевским и Б. Риманом неевклидовой геометрии позволило учёным говорить о многомерных пространствах и иных измерениях, хотя первое время о них говорили лишь как о математических абстракциях. Только в конце XIX века некоторые авторы стали высказывать мысль, что реальный мир, в котором мы живём, четырёхмерен, и время есть его четвёртое измерение. С наибольшей ясностью эта идея была высказана в фантастическом романе Г. Уэллса «Машина времени» (1895), в которой автор предположил, что во времени можно путешествовать так же, как в пространстве. В начале XX века Эйнштейном и Минковским на основании сложных математических расчётов была разработана концепция единого пространства-времени, и с той поры это учение приобрело статус научного факта. Книга М. С. Аксёнова «Трансцендентально-кинетическая теория времени» вышла в 1896 году и, вероятнее всего, не оказала влияния на современную ему науку (хотя сам Аксёнов допускал возможность знакомства с его книгой родившегося в России Минковского). Тем не менее она содержала глубоко продуманную научно-философскую концепцию, некоторые выводы которой были подтверждены дальнейшими научными открытиями.

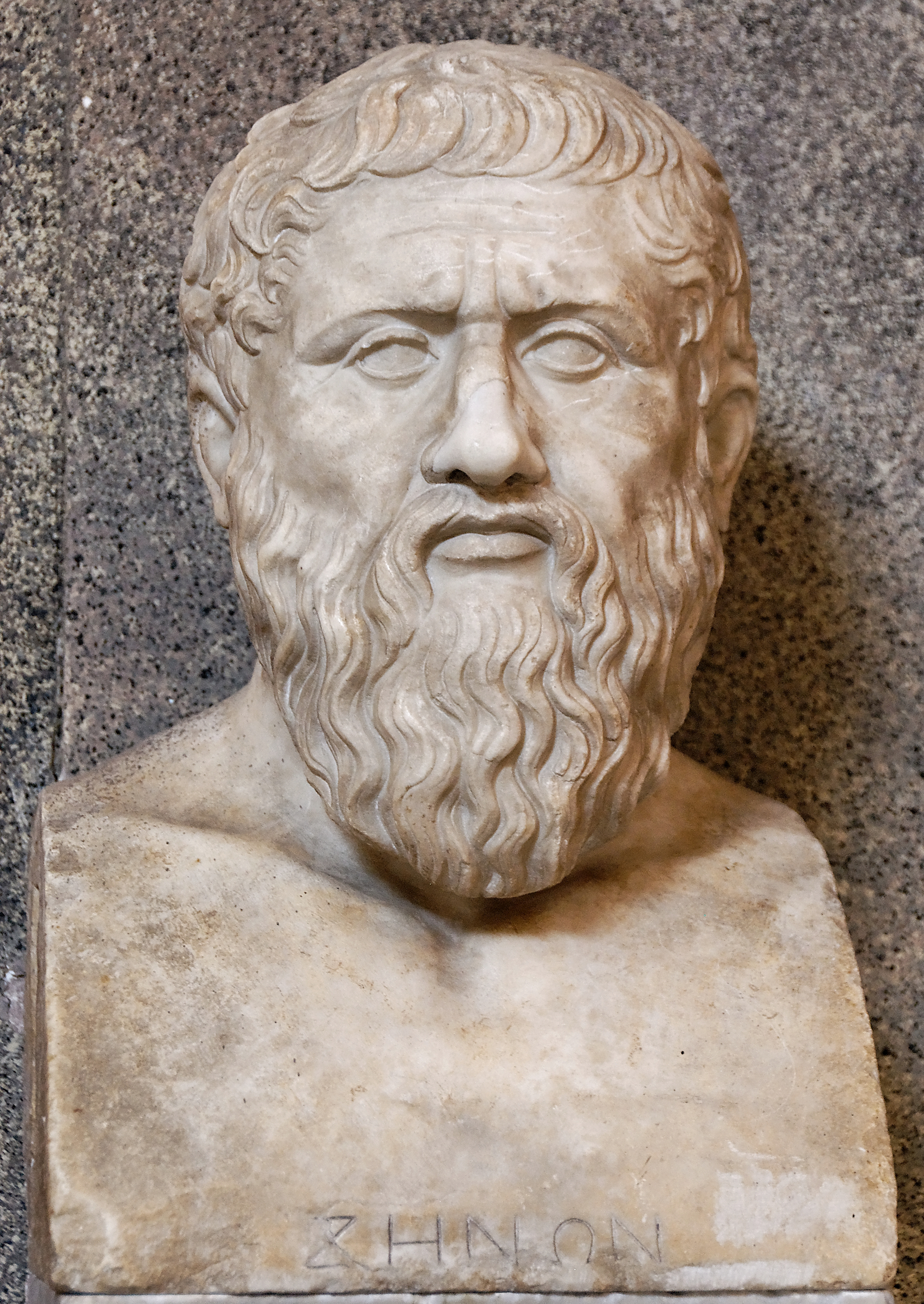
Платон

Учение Аксёнова вполне оригинально, хотя сходные идеи можно найти у мыслителей прошлого, например, у элеатов. Своими предшественниками Аксёнов считал Платона, Спинозу и Канта: у Платона он заимствовал аллегорию пещеры, узники которой могут созерцать только тени истинных вещей, у Спинозы — противопоставление времени и вечности, а у Канта — учение о субъективности пространства и времени, как форм нашего восприятия.
Основная идея Аксёнова проста: мир протяжён в четвёртом измерении так же, как в трёх других, а время есть движение нашего воспринимающего начала («я», души, сознания) в четвёртом измерении. В книге «Нет времени» философ указывает на нелепость общепринятого мнения, согласно которому прошлого и будущего не существует, а настоящее представляет собой ускользающе малое, непрестанно обращающееся в ничто мгновение: «Согласно этому воззрению выходит, что позади и впереди нас зияет бездна ничтожества, мы же балансируем на остром, как лезвие отточенной бритвы, и непрестанно из-под наших ног ускользающем ребре стены, висящей над бездной». Этому воззрению он противопоставляет свою теорию, согласно которой прошлое и будущее существуют столь же реально, сколь и настоящее. Прошедшее не исчезает, а лишь проходит, по буквальному смыслу слова, мимо нас; равным образом и будущее не возникает, а существует извечно, оставаясь до поры недоступным для нашего взора. Убеждение, что прошлого и будущего не существует, есть заблуждение, происходящее от того, что мы не можем совершать во времени произвольных движений. Если бы мы могли перемещаться во времени, как в пространстве, мы бы легко убедились в своей ошибке, которая подобна иллюзии, будто дорога растёт и рушится с движением путника.
Но что именно в нас совершает движение в четвёртом измерении? Аксёнов называет это воспринимающим началом, сознанием или духом, подчёркивая, что составить о нём точное представление невозможно, ибо наше «я» не может воспринимать самого себя, как глаз не может видеть себя со стороны. Ясно, однако, что оно не есть наше тело, ибо последнее, как и все воспринимаемые нами объекты, протяжено в четвёртом измерении и потому неподвижно.
Итак, жизнь есть движение нашего «я» в четырёхмерном пространстве; отсюда следует вывод первостепенной важности: вещи, которые мы воспринимаем в данный момент, суть не настоящие объекты, а лишь их трёхмерные срезы, проекции или сечения, подобные тем теням на стене пещеры, о которых писал Платон. Истинные объекты четырёхмерны и не могут быть восприняты нами в один момент. Отсюда, далее, следует, что такие понятия, как возникновение и уничтожение, увеличение и уменьшение, изменение и движение иллюзорны. Возникновение есть не начало существования вещи, а лишь её вхождение в наш кругозор, равно как исчезновение есть её уход из нашего поля зрения. Увеличение и уменьшение означают, что вещь имеет неодинаковую величину в четвёртом измерении, и мы начинаем воспринимать её либо с меньшей, либо с большей стороны. Иллюзорно и качественное изменение вещей: оно лишь означает, что вещь, протяжённая в четвёртом измерении, неоднородна по качеству. И обратно: постоянство какого-либо качества или величины означает, что вещь однородна в четвёртом измерении либо в качественном, либо в количественном отношении. Наконец, иллюзией является и пространственное движение, объясняющееся неодинаковым положением четырёхмерных объектов относительно направления движения нашего «я».
Аксёнов предвидит возражение, что его учение содержит порочный круг: время есть движение нашего «я», а между тем всякое движение совершается во времени. На это философ возражает, что он отрицает только эмпирическое время; движение нашего «я» в четырёхмерном пространстве недоступно нашему восприятию и потому есть движение трансцендентальное; оно, следовательно, могло бы обниматься только временем высшего порядка, доступным восприятию существа с числом измерений более трёх.
Своему открытию Аксёнов придаёт большое значение и сравнивает его с открытием Коперника: как Коперник доказал, что Земля есть лишь одна из планет в бесконечной вселенной, так его учение доказывает, что вся наша трёхмерная вселенная с сонмом наполняющих её миров есть всего лишь геометрическое сечение четырёхмерного пространства; существует бесконечная арифметическая прогрессия пространств с разным числом измерений. Самолюбию человечества, пишет философ, нанесён сокрушительный удар.

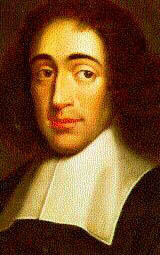
Спиноза

В своей последней книге «Нет смерти» Аксёнов делает из своего учения ещё несколько общефилософских выводов. Речь, в частности, идёт о таких понятиях, как действие, причина и свобода воли, которые, как утверждает философ, являются иллюзиями. В самом деле, понятие действия складывается из двух элементов: с одной стороны, из понятия о движении или изменении, а с другой — из понятия о вызывающей их действующей причине. Но, как доказывалось выше, в мире четырёхмерных объектов нет ни движения, ни изменения: все они от века пребывают в покое и неизменности, движется же сквозь них только наше воспринимающее начало. Следовательно, в мире нет ни действий, ни деятелей, ни причин, ни следствий, а есть только неизменная последовательность событий, обусловленная строением четырёхмерного пространства.
Понятие о действии и причинности, полагает Аксёнов, есть результат перенесения на внешние объекты внутренних свойств нашего «я», нашей воли и способности действовать. Но и они, в свою очередь, оказываются иллюзиями: раз в мире не существует движения и изменения, то и наша воля не может оказать на него никакого воздействия. Наше движение в четвёртом измерении нельзя уподобить даже движению путника по дороге: его можно сравнить только с путешествием пассажира в несущемся по рельсам никем не управляемом поезде. В мире, полагает философ, царит строжайший детерминизм, и для свободы выбора в нём нет никакого места. Прав был Спиноза, сказавший, что если бы падающий камень был наделён сознанием, он думал бы, что падает по свободной воле. «Теперь оказывается, — пишет Аксёнов, — что книга судеб — отнюдь не tabula rasa, что в неё никто, ни природа, деятельностью своих слепых сил, ни мы нашею сознательною волевою деятельностью не вписываем ни слова, что вся она исписана от доски до доски, что мы не её авторы, а только и только её читатели, что мы не строим дороги будущего, что она лежит пред нами вполне готовою».

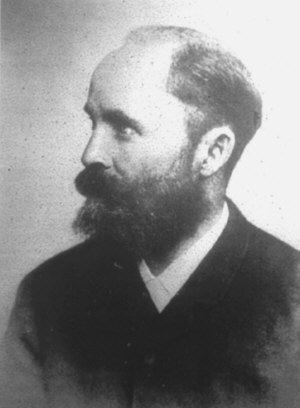
Карл Дюпрель

Откуда же, в таком случае, в нас возникла иллюзия свободной воли? Чтобы ответить на этот вопрос, Аксёнов прибегает к учению Канта о трансцендентальной свободе, подтверждение которому он находит в мистической философии Карла Дюпреля; перевёл его книги «Философия мистики» Архивная копия от 9 марта 2019 на Wayback Machine (СПб., Изд. A. H. Аксакова, 1895); «Загадочность человеческого существа» (СПб., 1896); «Спиритизм» (М., 1904). Согласно этому учению, как его понимает Аксёнов, наше «я» обладало свободой в предшествующей жизни, до своего воплощения в земном мире, и эта свобода проявилась в нашем выборе своего жизненного пути. Но выбрав однажды свой жизненный путь, мы уже ничего не можем в нём изменить и вынуждены следовать по нему с силой необходимости.
Наконец, последним, заключительным выводом из теории Аксёнова является вывод о бессмертии души. Этот вывод, полагает философ, следует из метагеометрической философии с такой необходимостью, с какой не следовал ни из одного другого учения. В самом деле, если время есть движение нашего «я» в четвёртом измерении, то наше «я» и есть подлинный творец времени и как таковой от него не зависит. «Утверждать противное — значит утверждать, что рука, чертящая линию, прекращает своё существование с прекращением этого своего движения» — пишет философ. Следовательно, наше «я» вечно, вневременно или сверхвременно; оно есть независимая от времени энтелехия и бессмертная монада. Этот вывод Аксёнов считает важнейшим выводом из своей философии, разгоняющим мрак материализма и изгоняющим страх смерти.